# Moulin à eau de Saint-Roch-des-Aulnaies
Pour les articles homonymes, voir Moulin à eau (homonymie).

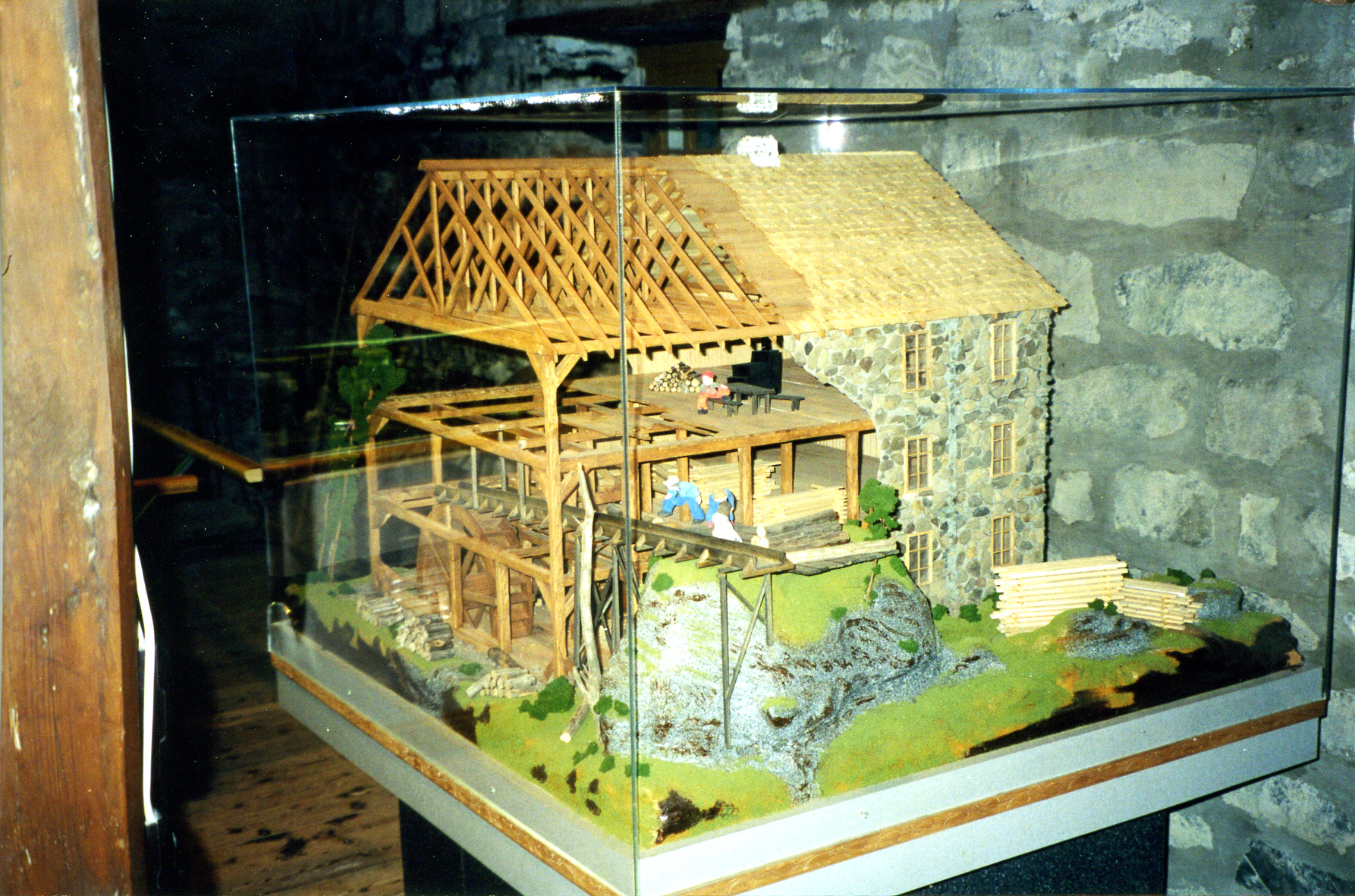
Maquette du Moulin de Saint-Roch-des-Aulnaies, en 2001.

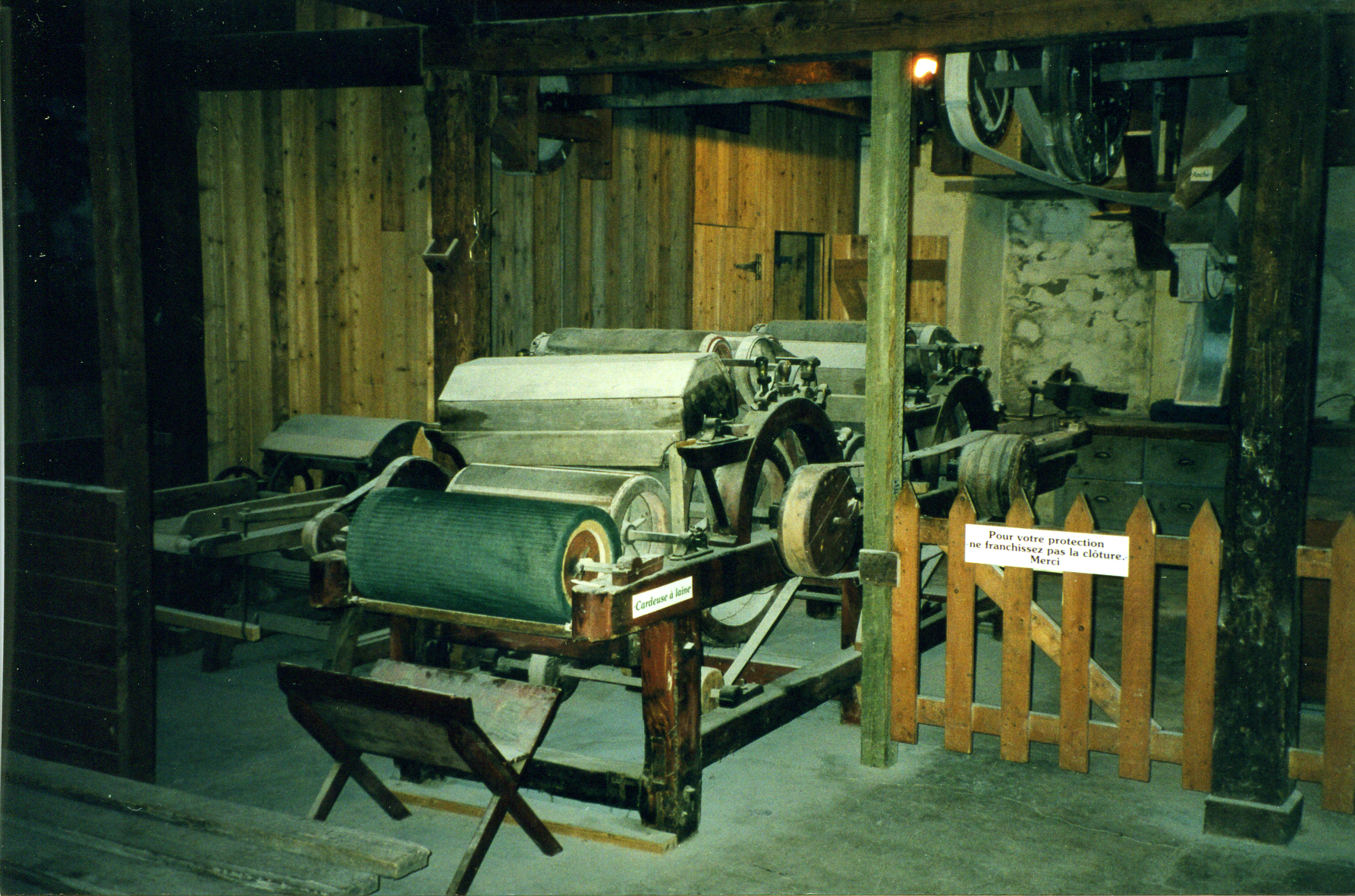
Cardes du Moulin de Saint-Roch-des-Aulnaies, en 2001.

Le Moulin à eau de Saint-Roch-des-Aulnaies est l'un des derniers moulins à eau du Québec au Canada.

## Identification
- Nom du bâtiment : Moulin à eau de Saint-Roch-des-Aulnaies
- Adresse civique : 525, route de la Seigneurie
- Municipalité : Saint-Roch-des-Aulnaies
- Propriété : Corporation de la seigneurie des Aulnaies

## Construction
- Date de construction : 1842
- Nom du constructeur :
- Nom du propriétaire initial :

## Chronologie
- Évolution du bâtiment :
  - 1817 : reçoit une 3e moulange
  - 1845 : moulin à 3 scies
- Autres occupants ou propriétaires marquants :
  - 1975 : Corporation de la seigneurie des Aulnaies (18e propriétaire)
- Transformations majeures :

## Architecture
- 3 étages
- base rectangulaire : 
  - 18 mètres de longueur
  - 12 mètres de largeur
- murs de pierre de 78 centimètres d'épaisseur
- parement en pierre de taille
- toit à 2 versants recouvert de bardeaux de cèdre
- 6 lucarnes
  - 5 du côté nord
  - une du côté sud
- lanterneau à cheval sur le faîte de la couverture pour l'aération
- 37 fenêtres

## Protection patrimoniale
Classé monument historique en 1977

## Mise en valeur
- Constat de mise en valeur :
- Site d'origine : Oui
- Constat sommaire d'intégrité :
- Responsable :

## Note
Le plan de cet article a été tiré du Grand répertoire du patrimoine bâti de Montréal et de l'Inventaire des lieux de mémoire de la Nouvelle-France.